# يانامور
يانامور هو اسم علم مؤنث من أصل أمازيغي . ويكتب بالتيفيناغ على النحو التالي ⵢⴰⵏⴰⵎⵓⵔ ومعناه "الأرض الأم" أو "الأرض الوحيدة".

## الأصل والمعنى
يأتي اسم يانامور من اللغة الأمازيغية، التي يتحدث بها سكان شمال إفريقيا من الأمازيغ. تكوينه اللغوي يتبع نمطًا شائعًا في التقاليد الأنثروبونيمية الأمازيغية. يمكن تحليل معناه من خلال الجمع بين
- يان (ⵢⴰⵏ): "فريد من نوعه". [1]
- أمور (ⴰⵎⵓⵔ): "أرض". [1]

وبذلك، يُفسَّر اسم يانامور على أنه "الأرض الوحيدة" أو "الأرض الأم"، وهو مفهوم مرتبط ارتباطًا وثيقًا بالثقافة والرؤية الكونية الأمازيغية

## الاستخدام والتوزيع
يُستخدم اسم يانامور بشكل أساسي في شمال إفريقيا، وخاصة في المناطق ذات الحضور الأمازيغي القوي مثل:
:
- الريف ( المغرب )
- القبائل ( الجزائر )
- جزر الكناري ( اسبانيا )
- مليلية ( اسبانيا )

وبالإضافة إلى ذلك، وبفضل الشتات الأمازيغي ، فإنها موجودة أيضًا في الغرب ، حيث جلبت المجتمعات ألأمازيغية تقاليدها وأسمائها إلى مناطق جديدة.

## الثقافة والتقاليد
يعتبر اسم يانامور جزءًا من التراث اللغوي والثقافي الأمازيغي ، مما يعكس ارتباطه بالطبيعة والأرض. في التقليد الأمازيغي، ترتبط الأسماء عادة بعناصر طبيعية ومفاهيمية تعزز هوية وتاريخ الشعب الأمازيغي.